# Disney Channel (France)
Pour la chaîne espagnole, voir Disney Channel (Espagne).
Disney Channel est une chaîne de télévision thématique française, déclinaison locale de Disney Channel appartenant au groupe Disney-ABC Television Group au travers de la société The Walt Disney Company France.
La chaîne est diffusée depuis le 22 mars 1997. Elle a été gratuite chez les FAI de 2011 à 2020. Le 31 décembre 2024, elle cesse d'être diffusée par Canal+, et un accord de distribution est signé avec Orange  et Free.
En 2013, Disney Channel possédait la plus grosse part d'audience des chaînes thématiques payantes en France (0,8%), selon une étude réalisée par Médiamétrie.

## Histoire
La chaîne est lancée le 22 mars 1997 à 18 h et est disponible, à ses débuts, sur Canalsatellite et TV Câble (devenu Noos puis Numericable) au prix de 35 francs, soit environ 5 €. La chaîne ne contenait pas de publicités.
Le 2 novembre 2002, Disney Channel +1, Toon Disney et Playhouse Disney sont lancées sur Canalsatellite.
Le 21 juin 2003 vers 18 heures, Toon Disney, Playhouse Disney et Disney Channel ont changé leur logo et habillage en enlevant l'arrière-plan blanc.
Après une annonce fin novembre 2006, les quatre déclinaisons francophones des chaînes Disney deviennent disponibles dans l'offre belge de télévision par ADSL Belgacom TV dès le 1er décembre 2006,.
Le 23 octobre 2007, le Conseil supérieur de l'audiovisuel a épinglé les différentes chaînes de Disney en France pour leur programmation en 2006. Le CSA alerte Playhouse Disney sur l'absence d'investissement dans la production audiovisuelle globale, d'expression française et indépendante. Pour Disney Channel, le CSA met en garde la chaîne pour son absence d'investissements dans la production individuelle indépendante et la met en demeure concernant ses quotas de diffusion aux heures de grande écoute.
Le 13 juillet 2009, Disney-ABC-ESPN Television et NRJ 12 annoncent un accord de diffusion des exclusivités de Disney Channel France sur la chaine NRJ12 à partir du 24 août 2009. NRJ 12 diffusera en exclusivité hertzienne les séries produites par Walt Disney Television et pourra rediffuser les séries existantes après diffusion sur les chaines Disney telles que La Vie de palace de Zack et Cody, Les Sorciers de Waverly Place et Sonny.
Le 1er avril 2011, Disney propose désormais gratuitement les chaînes Disney Channel et Disney Channel +1 sur l'ensemble des bouquets ADSL français,,, suivant l'exemple de Disney Channel (Espagne) sur la TNT espagnole en 2008. Le 19 avril 2011, Disney et Free propose un service de Vidéo à la demande accessible depuis la Freebox, appelé Disneytek. Le 24 août 2011, Disney Channel et Disney Channel +1 sont passées au format 16:9, profitant de l'occasion pour revêtir un nouveau logo. Depuis le 20 septembre 2011, Disney Channel dispose de sa version HD.
Depuis le 29 juin 2015, la chaine n'est plus proposée aux Belges. En effet, une version 100 % belge est lancée, avec une version francophone et néerlandophone[source secondaire souhaitée].
La chaîne disposait d'un bloc de programmation Les Grandes histoires de Disney Junior et à partir de 2015 de la Disney XD Zone. Les programmes de ces deux chaînes n'y étaient diffusés plus que dans leur bloc. Les blocs disparaissent en juin 2016.
Disney Channel célèbre ses 20 ans en France de janvier à mars 2017, avec notamment le film Mère et Fille : California Dream, un Disney Channel Original Movie français.
En parallèle avec le lancement français de Disney+ prévu le 24 mars 2020 mais repoussé au 7 avril en France et à l'Outre-mer jusqu'au 1er mai,, Disney XD et Disney Cinema disparaissent, et Disney Channel redevient une exclusivité Canal+ à partir du 30 mars. 
À la suite du non-renouvellement du contrat entre Disney et Canal+, la chaîne a arrêter sa diffusion sur Canal+ depuis le 31 décembre 2024,. David Popineau, directeur marketing digital de Disney+, a expliqué que cette séparation pourrait ne pas être définitive, laissant la porte ouverte à de futures collaborations entre Disney et Canal+.
Dans la vague d’annonce de fermeture des chaînes espagnole et brésiliennes, et du retrait prémentionné de la chaîne de son distributeur français exclusif, des articles de médias et des messages viraux sur les réseaux sociaux ont commenté sur l’arrêt de la chaîne française,,, mais Disney n’avait pas officiellement communiqué sur leur avenir. Des rumeurs similaires ont eu lieu aux États-Unis dans ce contexte et y ont été démentis par des organes de vérification des faits,,. 
Des programmes avaient déjà été annoncés par la chaîne française pour diffusion après le 1er janvier 2025, démentant les conclusions sans vérification des faits relayées par les médias. De plus, elle n'est pas exclusive à Canal+ en Suisse et dans certaines régions de France d'outre-mer.
Le 20 décembre 2024, la reprise des chaînes Disney Channel et National Geographic a été annoncée à partir du 1er janvier 2025 avec Free (Freebox et Oqee), et à partir du 2 janvier 2025 sur Orange, inclus dans les offres de base. En complément, des offres spéciales avec Disney+ sont proposées chez Orange et Free ainsi qu’un service de VOD exclusif sur Orange diffusant les films 4 mois après leur sortie. Disney Channel +1, Disney Jr. et National Geographic Wild ont alors été arrêtées en France.

### Identité graphique
À son lancement le 22 mars 1997, la chaîne bénéficie d'un logo en forme tête de Mickey à base d’éclats de peinture, et l'habillage antenne se trouve aussi dans ces tons-là.
Le 2 novembre 2002, en même temps que Playhouse Disney (devenue Disney Junior) et Toon Disney (devenue Disney Cinemagic, puis Disney Cinema avant de disparaître), est née Disney Channel+1, la déclinaison en décalé de la chaîne. 
Le 21 juin 2003, à l'occasion de la Fête de la Musique, la chaîne modernise son logo ainsi son habillage.
De nouveaux logos et habillages antenne sont mis en place entre 2011 et 2017.
Le 29 août 2022, la chaîne modernise son logo et bénéficie d'un tout nouvel habillage antenne.
Les logos et habillages antenne de Disney Channel +1 changent également.

Disney Channel
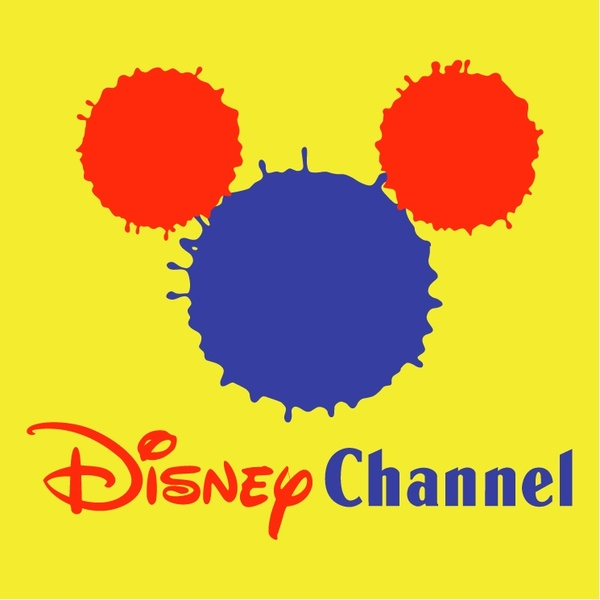
Logo du 22 mars 1997 au 21 juin 2003.
Logo du 21 juin 2003 au 24 août 2011.
Logo du 24 août 2011 au 30 juin 2014.
Logo du 30 juin 2014 au 1er avril 2017.
Logo du 1er avril 2017 au 29 août 2022.
Logo depuis le 29 août 2022.

Disney Channel +1
Logo de la version +1 du 2 novembre 2002 au 21 juin 2003.

Logo de Disney Channel France pour ses 10 ans en mars 2007.
Logo de Disney Channel France pour ses 15 ans en mars 2012.
Logo de Disney Channel Web Radio Avec NRJ jusqu'au 31 juillet 2015.
Logo de la version HD du 20 septembre 2012 au 30 juin 2014.
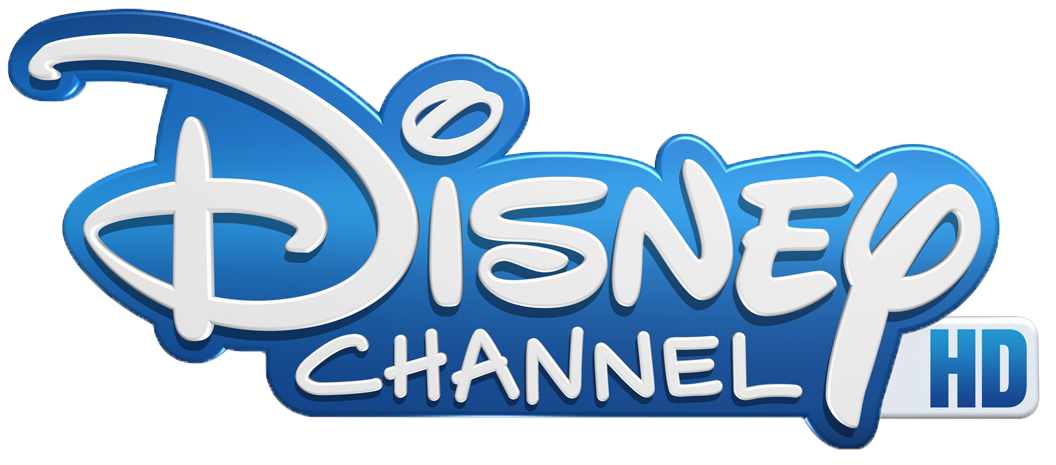
Logo de la version HD du 30 juin 2014 à début 2015.
Logo de Disney Channel France pour ses 20 ans de janvier à mars 2017.

Logo de la version +1 du 21 juin 2003 au 24 août 2011.
Logo de la version +1 du 24 août 2011 au 30 juin 2014.
Logo de la version +1 du 30 juin 2014 au 1er avril 2017.
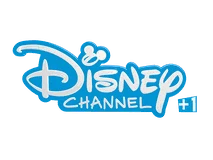
Logo de la version +1 du 2 avril 2017 au 28 août 2022.
Logo de la version +1 du 29 août 2022.

### Slogans
- « La télé bien allumée ! » (1997-1999)
- « L'Imaginachaîne » (1999-2003)
- « La télé de tout mes passions »  (2003-2007)

- « Fais le plein de fun, fais le plein de Disney Channel ! » (2013-2016)
- « Les émotions sont faites pour être partagées. Partage-les sur Disney Channel ! » (2016-)

### Voix-off
- Valérie Guerlain (1997-2004)
- Dorothée Pousséo (Années 2000-)[35]
- Donald Reignoux (2005-)
- Emmanuel Garijo (2005-)

## Organisation

### Dirigeants

#### Président-directeur généraux de Disney Channel
- Michael Eisner : 22/03/1997 au 01/10/2005
- Robert Iger : depuis le 01/10/2005

### Capital
Disney Channel est détenue à 100 % par le groupe The Walt Disney Company France, filiale à 100 % du groupe The Walt Disney Company.

### Siège
Disney Channel était diffusée depuis Marne-la-Vallée, qui est située en plein cœur du Parc Walt Disney Studios. Les locaux se trouvaient dans le bâtiment de l'attraction Stitch Live et Disney Junior Live-on Stage. Les plateaux de télévision étaient à la place des deux attractions. Depuis 2013, le siège français a déménagé à Paris, avec le siège de The Walt Disney Company France. Depuis 2014, la chaine est diffusée depuis le Royaume-Uni.

## Programmes
La chaîne diffusait tous les films et les séries Disney, et les rediffusait plusieurs fois dans l'année. Elle diffusait ses programmes de 6 h à 1 h.
Les programmes de la chaîne variaient souvent entre les films et séries Live-action Disney et les films et séries d'animation Disney, mais généralement, la programmation de films et séries Live-action Disney et films et séries d'animations Disney était davantage accentuée le mardi soir, le mercredi et le week-end.  

## Audience
Le 2 janvier 2012, elle était la chaîne la plus regardée du câble/ADSL/Satellite avec 1,1 % (avec sa version +1 incluse). Elle est la chaîne jeunesse la plus regardée.

### Évolution du nombre d'abonnés
| 1997   | 1998    | 1999      | 2001        | 2002        | 2005        | 2006        | 2007       | 2010         | 2011        | 2012        |
| ------ | ------- | --------- | ----------- | ----------- | ----------- | ----------- | ---------- | ------------ | ----------- | ----------- |
| 75 000 | 800 000 | 1 million | 1,5 million | 1,7 million | 1,8 million | 1,9 million | 2 millions | 5.4 millions | 16 millions | 17 millions |

## Diffusion
La chaîne est diffusée depuis ses studios situés à Marne-la-Vallée à l'est de Paris, au sein du parc Walt Disney Studios. L'attraction Walt Disney Télévision Studios qui ferma en 2007 permettait de visiter une partie des plateaux de tournage et la régie de diffusion.

### Disney Channel Avant-Première
Disney Channel Avant-Première était un service premium payant. Comme son nom l’indique, ce canal proposait une sélection de programmes avant leur première diffusion à l’antenne. « L’offre sera rafraîchie à 100 % chaque semaine », selon Hélène Etzi, directrice générale de Disney Channels France.
Distribué chez les FAI et Numericable, il disparaît à l'été 2015, remplacé par Disney Channel Pop Pick Play.

### Disney Channel Pop Pick
Disney Channel Pop Pick Play était un service premium.
Il est lancé le 20 août 2015 exclusivement sur la TV d’Orange pour le bouquet Famille Max. Il arrive ensuite sur Numericable-SFR en décembre 2015 dans le bouquet Power. Sur Canal, Disney Channel Pop Pick est lancé en juin 2017 sans la partie Play.
Le service était composé de trois sections qui changent chaque mois :
- Pop : contenu extra de séries et films Disney, tels que des mini-épisodes, des séries courtes, des extraits en avant-premières et autres bonus ;
- Pick : séries et films complets ;
- Play : un jeu vidéo, disparu en 2018 ;
- Surprise : ajouté en février 2016, il s'agit de contenu bonus (épisodes) sur un autre thème, certains mois[46].

Le service disparaît le 1er avril 2020, Disney Channel à la demande est enrichi de saisons en intégralité.

### France
De 1997 à 2011, la chaîne était distribuée exclusivement sur Canalsatellite et les câblo-opérateurs.
Du 1er avril 2011 jusqu'en avril 2020, la chaîne et sa déclinaison Disney Channel +1 étaient disponibles gratuitement chez tous les FAI français,,, Canal+ a ensuite repris son exclusivité avec la suppression de Disney XD, et de Disney Cinéma, à la suite de l'arrivée de Disney+.
Disney Channel était distribuée sur Canal+ (bouquet Famille/Panorama) jusqu'au 31 décembre 2024 avec ses sœurs Disney Channel +1, Disney Jr., National Geographic et National Geographic Wild. Disney Channel et National Geographic ont rejoint ensuite les bouquets basiques de FAI, une fois le contrat entre Disney France et CANAL+ arrivant à terme au 1er janvier 2025. Disney Channel +1 a disparu en même temps.

### Suisse
Disney Channel était disponible dans les offres Premium de UPC et Naxoo, ainsi que sur Teleclub Premium (sur Sunrise et Swisscom Blue TV).

### Outre-mer
Disney Channel était aussi offerte sur Easy TV (l'offre de TNT payante par Canal+ en république démocratique du Congo) en rechargeant son abonnement avant son échéance. La chaîne a cessé sa diffusion sur Canal+ le 31 décembre 2024, cessant alors sa diffusion dans certaines régions comme en Afrique francophone.